# دارين بانج
دارين بانج هو لاعب هوكي الجليد كندي، ولد في 17 فبراير 1964 في ميافورد في كندا.

## وصلات خارجية
- دارين بانج على موقع دوري الهوكي الوطني (الإنجليزية)
- دارين بانج على موقع EliteProspects.com (الإنجليزية)
- دارين بانج على موقع HockeyDB.com (الإنجليزية)
- دارين بانج على موقع Hockey-Reference.com (الإنجليزية)